# Persarmênia

Armênia em 150. Persarmênia situa-se dentre as províncias mais a Ocidente

Persarmênia (em armênio: Պարսկահայք; romaniz.: Parskahayk), Nova Siracena (em grego: Νέα Σιρακηνή; romaniz.: Néa Sirakēné), Nova Siriganica (em grego: Νέα Σιριγανική; romaniz.: Néa Siriganiké) ou Nor Xiracã (em armênio: Նոր Շիրական; romaniz.: Nor Širakan) foi a sétima província do Reino da Armênia de acordo com o geógrafo armênia do século VII Ananias de Siracena. Estava na costa ocidental do lago Úrmia, no noroeste do atual Irã.

## Distritos
A província era constituída por oito gavares (cantões ou distritos):
- Zarevanda (Զարևանդ);
- Her (Հեր);
- Arna (Ըռնա);
- Zareavã (Զարեհավան);
- Tambera (Տամբեր);
- Trabe (Թրաբի);
- Eli (Այլի);
- Mar (Մարի);
- Arasque (Արասխ).